# Belmonte de Tajo
Belmonte de Tajo és un municipi de la Comunitat Autònoma de Madrid. Limita al nord amb Perales de Tajuña, a l'est amb Villarejo de Salvanes, al sud-oest amb Colmenar de Oreja i al nord-oest amb Valdelaguna.